# Denver Broncos 1996
La stagione 1996 dei Denver Broncos è stata la 27ª della franchigia nella National Football League, la 37ª complessiva. La squadra ha concluso la stagione regolare con 13 vittorie e 3 sconfitte, vincendo la AFC West e guadagnando il primo posto nel tabellone dei playoff. Fu però eliminata con un punteggio di 30–27 dai Jacksonville Jaguars nel Divisional round. John Elway disse che quella era stata la sconfitta più imbarazzante della sua carriera, poiché i Broncos avevano il miglior record della NFL ed erano da molti considerati i favoriti per vincere il Super Bowl.

## Scelte nel Draft 1996

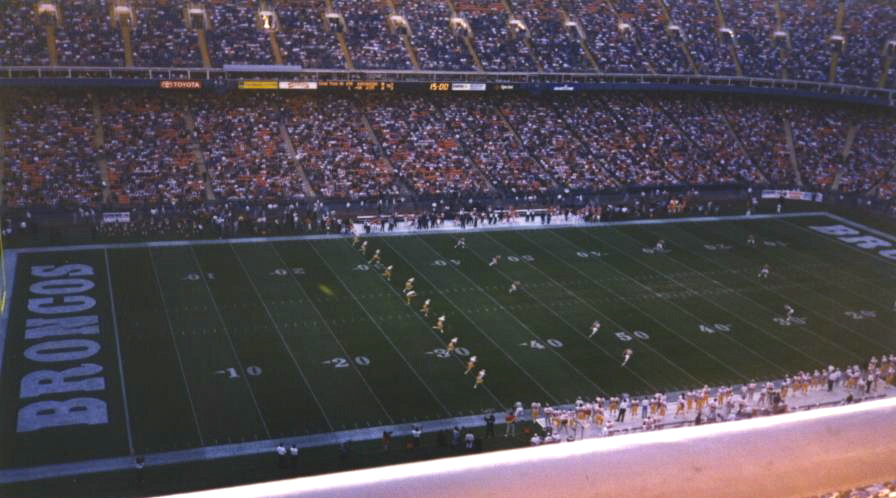
Denver vs. Tampa Bay al Mile High Stadium il 15 settembre 1996

| Scelte dei Broncos nel Draft 1996 |        |                 |                  |                  |
| Giro                              | Scelta | Giocatore       | Ruolo            | College          |
| 1                                 | 15     | John Mobley     | Linebacker       | Kutztown         |
| 2                                 | 44     | Tory James      | Defensive back   | LSU              |
| 3                                 | 65     | Detron Smith    | Running back     | Texas A&M        |
| 3                                 | 78     | Mark Campbell   | Defensive tackle | Florida          |
| 4                                 | 100    | Jeff Lewis      | Quarterback      | Northern Arizona |
| 4                                 | 122    | Darrius Johnson | Defensive back   | Oklahoma         |
| 5                                 | 159    | Patrick Jeffers | Wide receiver    | Virginia         |
| 6                                 | 181    | Tony Veland     | Defensive back   | Nebraska         |
| 7                                 | 213    | Leslie Ratliffe | Offensive tackle | Tennessee        |
| 7                                 | 226    | Chris Banks     | Guard            | Kansas           |
| 7                                 | 235    | L.T. Levine     | Running back     | Kansas           |
| 7                                 | 236    | Brian Gragert   | Punter           | Wyoming          |

## Calendario
| Stagione regolare |                    |                         |                    |                    |                    |
| Turno             | Data               | Avversario              | Risultato          | TV ora             | Pubblico           |
| 1                 | 1/9/1996           | New York Jets           | V 31–6             | NBC 2:05pm         | 70,595             |
| 2                 | 8/9/1996           | at Seattle Seahawks     | V 30–20            | NBC 2:15pm         | 43,671             |
| 3                 | 15/9/1996          | Tampa Bay Buccaneers    | V 27–23            | TNT 6:15pm         | 71,535             |
| 4                 | 22/9/1996          | at Kansas City Chiefs   | S 17–14            | NBC 11:00am        | 79,439             |
| 5                 | 29/9/1996          | at Cincinnati Bengals   | V 14–10            | NBC 11:00am        | 51,798             |
| 6                 | 6/10/1996          | San Diego Chargers      | V 28–17            | NBC 2:05pm         | 75,058             |
| 7                 | Settimana di pausa | Settimana di pausa      | Settimana di pausa | Settimana di pausa | Settimana di pausa |
| 8                 | 20/10/1996         | Baltimore Ravens        | V 45–34            | NBC 2:05pm         | 70,453             |
| 9                 | 27/10/1996         | Kansas City Chiefs      | V 34–7             | NBC 2:05pm         | 75,652             |
| 10                | 4/11/1996          | at Oakland Raiders      | V 22–21            | ABC 7:00pm         | 61,179             |
| 11                | 10/11/1996         | Chicago Bears           | V 17–12            | FOX 2:05pm         | 75,555             |
| 12                | 17/11/1996         | at New England Patriots | V 34–8             | NBC 11:00am        | 59,457             |
| 13                | 24/11/1996         | at Minnesota Vikings    | V 21–17            | NBC 11:00am        | 59,142             |
| 14                | 1/12/1996          | Seattle Seahawks        | V 34–7             | NBC 2:05pm         | 74,982             |
| 15                | 8/12/1996          | at Green Bay Packers    | S 41–6             | NBC 11:00am        | 60,712             |
| 16                | 15/12/1996         | Oakland Raiders         | V 24–19            | NBC 2:05pm         | 75,466             |
| 17                | 22/12/1996         | at San Diego Chargers   | S 16–10            | ESPN 6:15pm        | 46,801             |

## Classifiche
| AFC West           | AFC West | AFC West | AFC West | AFC West | AFC West | AFC West | AFC West |
|                    | V        | S        | P        | %        | PF       | PS       | Str.     |
| ------------------ | -------- | -------- | -------- | -------- | -------- | -------- | -------- |
| (1) Denver Broncos | 13       | 3        | 0        | .813     | 391      | 275      | S1       |
| Kansas City Chiefs | 9        | 7        | 0        | .563     | 297      | 300      | S3       |
| San Diego Chargers | 8        | 8        | 0        | .500     | 310      | 376      | V1       |
| Seattle Seahawks   | 7        | 9        | 0        | .438     | 317      | 376      | V1       |
| Oakland Raiders    | 7        | 9        | 0        | .438     | 340      | 293      | S2       |

## Premi
- Terrell Davis:

giocatore offensivo dell'anno